# Melbourne City Football Club (femminile)
Il Melbourne City (Women) Football Club, citato anche come Melbourne City Women o semplicemente City, è una squadra di calcio femminile australiana, sezione femminile dell'omonimo club con sede a Melbourne, militante nella A-League Women, livello di vertice del campionato australiano femminile di calcio, del quale detiene il titolo.
Fondata nel 2015, la squadra ha il suo centro di allenamento e sede presso la City Football Academy di Melbourne e disputa le partite casalinghe sia al CB Smith Reserve, nel sobborgo settentrionale di Fawkner, che al Melbourne Rectangular Stadium (AAMI Park), stadio utilizzato anche dalla squadra maschile situato nel centro di Melbourne.
Guidato dal tecnico Michael Matricciani, al termine del campionato 2024-2025 ha conquistato il suo sesto titolo australiano.

## Organico

### Rosa 2019-2020
Rosa aggiornata al 23 marzo 2020
| N. |                        | Ruolo | Calciatrice                                    |
| -- | ---------------------- | ----- | ---------------------------------------------- |
| 1  | Australia (bandiera)   | P     | Lydia Williams                                 |
| 2  | Giappone (bandiera)    | D     | Yukari Kinga                                   |
| 3  | Stati Uniti (bandiera) | D     | Lauren Barnes (in prestito dal Seattle Reign)  |
| 4  | Australia (bandiera)   | D     | Chelsea Blissett                               |
| 6  | Australia (bandiera)   | C     | Aivi Luik                                      |
| 7  | Australia (bandiera)   | D     | Stephanie Catley (capitano)                    |
| 8  | Australia (bandiera)   | C     | Nia Stamatopoulos                              |
| 9  | Scozia (bandiera)      | A     | Claire Emslie (in prestito dall'Orlando Pride) |
| 10 | Australia (bandiera)   | C     | Emily van Egmond                               |
| 11 | Australia (bandiera)   | A     | Rhali Dobson                                   |

| N. |                          | Ruolo | Calciatrice                                       |
| -- | ------------------------ | ----- | ------------------------------------------------- |
| 13 | Nuova Zelanda (bandiera) | D     | Rebekah Stott                                     |
| 15 | Australia (bandiera)     | D     | Emma Checker                                      |
| 16 | Australia (bandiera)     | C     | Sofia Sakalis                                     |
| 17 | Australia (bandiera)     | A     | Kyah Simon (in prestito dallo Houston Dash)       |
| 19 | Australia (bandiera)     | D     | Tyla-Jay Vlajnic                                  |
| 20 | Serbia (bandiera)        | A     | Milica Mijatović                                  |
| 21 | Australia (bandiera)     | D     | Ellie Carpenter (in prestito dal Portland Thorns) |
| 22 | Stati Uniti (bandiera)   | A     | Ally Watt (in prestito dal N. Carolina Courage)   |
| 23 | Australia (bandiera)     | P     | Melissa Barbieri                                  |

## Palmarès
- Campionato australiano: 6

2015-2016, 2016-2017, 2017-2018, 2019-2020, 2023-2024, 2024-2025